# Zielone Drugie
Zielone Drugie (Zielone Królewskie Drugie) – wieś w Polsce położona w województwie podlaskim, w powiecie suwalskim, w gminie Suwałki.
W latach 1975–1998 miejscowość administracyjnie należała do województwa suwalskiego.